# Мариу Дионисиу
Мариу Дионисиу де Ассис Монтейру (порт. Mário Dionísio de Assis Monteiro; 16 июля 1916, Лиссабон, Португалия — 17 ноября 1993, Лиссабон, Португалия) — португальский арт-критик, писатель, художник и профессор.

## Биография
В 1940 зкончил Лиссабонский университет по специальности Романская филология. После окончания короткий период времени проработал учителем в средней школе.
После преподавал в Аlma mater.
Занимался литературной и художественной критикой, читал лекции, участвовал в дебатах и сотрудничал с различными периодическими изданиями.
Был художником-пластиком. Свою художественную карьеру в качестве художника начал в 1941 году.
В качестве художника-пластика использовал псевдонимы Леандро Жил (Leandro Gil) и Жозе Алфреду Шавеш (José Alfredo Chaves), участвовал в различных групповых выставках, в частности в Общих выставках пластического искусства с 1947 по 1953 года. А его первая персональная выставка прошла аж в 1989 году.
Cыграл исключительную роль в становлении теоретических основ португальского неореализма, литературного движения, которое в 1940-х и 1950-х оценило с позиций исторического материализма идеологическое и социальное измерение литературного текста как инструмента влияния и осознания. Из-за недовольства попытками культурной реформы, осуществляемыми интеллектуалами этого течения, он принимал участие в совместных усилиях приблизить искусство и общество, результатом чего, например, стала работа A Paleta e o Mundo, состоящая из серии лекций по современному искусству.
В сентябре 2009 года свою работу начал Дом Ашада — Центр Мариу Дионизио (Casa da Achada — Centro Mário Dionísio), основанный в Лиссабоне более полусотней родственников, друзей, бывших учеников и помощников, знакомых и почитателей творчества художника.

### Поэзия
- As solicitações e emboscadas: Poemas. S. l., s,d (Coimbra: Tipografia Atlântida)
- O riso dissonante: Poemas. Lisbon: Centro Bibliográfico, 1950.
- Memória dum pintor desconhecido. Lisbon: Portugália, 1965. Coleção Poetas de hoje, 19.
- Poesia incompleta: 1936–1965. Lisbon: Europa-América, 1966.
- Le feu qui dort. Neuchâtel: Éditions de la Baconniére; Lisbon: Europa-América, 1967.
- Terceira idade. Mem-Martins: Europa-América, 1982. Mário Dionísio Collection, 10.
- O mundo dos outros: histórias e vagabundagens (preface). Lisbon: Dom Quixote, 2000. Pocket Library Collection, Literature, 13. ISBN 972-20-1879-5
- Poesia completa. Lisbon: National Press — Casa da Moeda, 2016. Plural Collection. ISBN 978-972-27-2450-0

### Проза
- O dia cinzento: contos. Coimbra: Coimbra Editora, 1954. New Prosecutors Collection.
- Não há morte nem princípio. Mem Martins: Europa-América, 1969. Collection of works by Mário Dionísio, 4.
- Monólogo a duas vozes: histórias. Lisbon: D. Quixote, 1986. Portuguese Language Authors Collection.
- A morte é para os outros. Lisbon: O Jornal, 1988. Dias de Prosa Collection.

### Труды по исскувству.
- Vincent Van Gogh: study. S.l., s.n., 1947. The Great Painters and Sculptors Collection.
- A paleta e o mundo. Lisboa: Europa-América, 1956–1962, 3 vols.
- Conflito e unidade da arte contemporânea. Lisboa: Iniciativas Editoriais, 1958.